# Ленинский (Техтинский сельсовет)
Ленинский (бел. Ленінскі) — посёлок в составе Техтинского сельсовета Белыничского района Могилёвской области Республики Беларусь.

## Население
- 2010 год — 10 человек